# Boisheimer Nette und Brüggenerhütte
Das Naturschutzgebiet Boisheimer Nette und Brüggenerhütte liegt auf dem Gebiet der Gemeinde Schwalmtal und der Stadt Viersen im Kreis Viersen in Nordrhein-Westfalen.
Das etwa 64,24 ha große Gebiet, das im Jahr 1993 unter Naturschutz gestellt wurde, erstreckt sich westlich der Kernstadt Viersen entlang der Nette. Am östlichen Rand des Gebietes verläuft die Landesstraße L 29, am nördlichen Rand und westlich ist es die L 3. Nördlich verläuft die A 61.